# Ngama
Ngama, Gama – miasto w Czadzie, w regionie Hadjer-Lamis, departament Dababa; 12 438 mieszkańców (2005), ok. 240 km na wschód od Ndżameny.